# Benthodesmus suluensis
Benthodesmus suluensis és una espècie de peix pertanyent a la família dels triquiúrids.

## Descripció
- Pot arribar a fer 18 cm de llargària màxima.
- Cos platejat amb les mandíbules i l'opercle negrosos.
- L'interior de la boca i de les cavitats branquials és de color negre.
- 36-39 espines i 92-99 radis tous a l'aleta dorsal i 2 espines i 86-92 radis tous a l'anal.
- 133-137 vèrtebres.[5][6]

## Hàbitat
És un peix marí i bentopelàgic que viu entre 200 i 500 m de fondària (15°N-3°N, 115°E-126°E).

## Distribució geogràfica
Es troba al Pacífic occidental central: el mar de Sulu entre les illes Filipines i Sabah (Malàisia).

## Observacions
És inofensiu per als humans.